# Alendronsäure
Alendronsäure ist ein Arzneistoff, der zur Behandlung der Osteoporose eingesetzt wird. Chemisch gehört Alendronsäure zur Gruppe der Bisphosphonate; arzneilich verwendet wird ihr Mononatriumsalz (Natriumalendronat). Die Salze der Alendronsäure heißen Alendronate, im klinischen Alltag werden beide Bezeichnungen häufig synonym verwendet.

## Pharmakologie

### Wirkung
Alendronsäure hemmt wie die anderen Vertreter der Bisphosphonate mit ihrer dem Pyrophosphat ähnlichen P-C-P-Struktur verschiedene Proteine in Osteoklasten. Dadurch werden sie in ihrer Fähigkeit, Knochensubstanz zu resorbieren, gehemmt. Die Wirkung beruht auf der Hemmung der Cholesterinsynthese.
Nach Galeazzi und Gysling wirkt das Medikament sowohl auf die Osteoklasten als auch auf die Osteoblasten. Es überwiege aber die Zunahme der Knochenmasse.

### Pharmakokinetik
Wie bei anderen oralen Bisphosphonaten wird der Wirkstoff intestinal nur in geringem Umfang resorbiert (ca. 0,5–1 %). Etwa 50 % des aufgenommenen Wirkstoffes wird in den Knochen eingebaut, die andere Hälfte wird innerhalb von 6 Stunden nahezu vollständig unverändert über die Niere eliminiert.
Vermutlich wird das in die Knochensubstanz eingebaute Präparat mit einer Halbwertszeit von etwa 10 Jahren ausgeschieden. Bei Niereninsuffizienz ist Alendronat kontraindiziert, es kann zu einer massiven Speicherung von Alendronsäure kommen.

### Indikationen
Alendronsäure ist in den Wirkstärken 10 mg täglich und 70 mg wöchentlich zur Therapie der postmenopausalen Osteoporose zugelassen, um das Risiko für Wirbel- und Hüftfrakturen zu vermindern. Weitere Zulassungen bestehen für die 10-mg-Tablette bei corticoid-induzierter Osteoporose und der Osteoporose des Mannes. In klinischen Studien konnte bei Gabe von Alendronat ein positiver Effekt auf die Knochendichte und eine Senkung des Risikos eines Knochenbruchs nachgewiesen werden. Trotz dieser guten Ergebnisse muss darauf hingewiesen werden, dass nicht alle Patientinnen von dieser Therapie profitierten und dass laut einer Studie aus dem Jahr 1998 immerhin 1000 osteoporotische Frauen 3 Jahre lang Alendronsäure erhalten müssen, um 27 Frakturen zu vermeiden. Eine Metaanalyse aus dem Jahr 2004 belegt eine 55 % Reduktion von Hüftfrakturen bei Osteoporose.
Daneben wird das Präparat in den USA auch bei Osteodystrophia deformans verordnet. Allerdings ruft Alendronsäure hier in der empfohlenen Konzentration von etwa 40 mg pro Tag relativ häufig unerwünschte Wirkungen hervor.

### Gegenanzeigen
Alendronsäure darf wie andere Bisphosphonate nicht bei chronischem Nierenversagen und bei akuten Infektionen im Bereich des Verdauungstraktes eingesetzt werden. Auch andere Erkrankungen, besonders im Bereich des oberen Gastrointestinaltraktes bilden Gegenanzeigen für die Gabe von Alendronsäure.
Aufgrund fehlender Daten zur Wirkung in Schwangerschaft, Stillzeit und Kindheit sollten schwangere oder stillende Frauen sowie Kinder das Präparat nicht einnehmen.

### Vorsichtsmaßnahmen
Alendronsäure kann, ebenso wie andere Bisphosphonate, eine lokale Irritation der Schleimhaut des oberen Gastrointestinaltraktes verursachen. Es wurde über Nebenwirkungen in der Speiseröhre – wie Entzündung, Geschwüre und Erosion der Speiseröhre, selten gefolgt von Strikturen oder Perforationen – während einer Therapie mit Alendronsäure berichtet. In einigen Fällen waren diese Nebenwirkungen schwer und erforderten eine Krankenhausaufnahme. Der Arzt sollte daher auf Anzeichen oder Symptome einer möglichen Reaktion der Speiseröhre achten und die Patienten sollen angewiesen werden, bei Auftreten von Schluckbeschwerden, Schluckschmerzen, Schmerzen hinter dem Brustbein bzw. Verschlechterung von Sodbrennen, Alendronsäure abzusetzen und sich an ihren Arzt zu wenden. Das Risiko unerwünschter Wirkungen auf die Speiseröhre scheint bei Patienten, die Alendronsäure nicht vorschriftsgemäß einnehmen oder nach dem Auftreten von Symptomen an der Speiseröhre weiterhin einnehmen, größer zu sein. Für die Wirksamkeit und Verträglichkeit ist es daher besonders wichtig, dass den Patienten die Dosierungsanleitung erklärt wird und darauf zu achten, dass sie diese auch verstanden haben.
Aufgrund einer möglichen Reizung der Schleimhaut des Magen-Darm-Traktes und dem möglichen Potential zur Verschlechterung einer bereits vorliegenden Erkrankung soll Alendronsäure bei bestehenden Problemen im oberen Gastrointestinaltrakt – wie Schluckbeschwerden, Speiseröhrenerkrankungen, Magenschleimhautentzündung, Zwölffingerdarmentzündung oder Geschwüren – nur mit Vorsicht gegeben werden.
Bei chronischem Nierenversagen mit einer Kreatinin-Clearance von <30 ml/min sind regelmäßige Kontrollen der Nierenfunktion, des Blutbildes und des Serum-Phosphat-Spiegels angezeigt.
Neben Hormonmangel, Alter und Glucocorticoidbehandlung sollten auch andere Ursachen für eine Osteoporose in Betracht gezogen werden.
Eine Hypokalzämie muss vor Einleitung der Behandlung mit Alendronsäure korrigiert werden. Deshalb ist bei diesen Patienten auf eine angemessene Calciumzufuhr zu achten. Andere Störungen des Mineralstoffwechsels (z. B. ein Mangel an Vitamin D) sollten ebenfalls behandelt werden.

### Nebenwirkungen
Es existieren zahlreiche mögliche Nebenwirkungen bei der Behandlung mit Alendronsäure. Sie treten besonders im Bereich des Magen-Darm-Traktes und im muskuloskelettalen System auf. Bei höherer Dosierung ähneln sie den allgemeinen Nebenwirkungen der Bisphosphonate, auch im zahnärztlichen Bereich. Im Folgenden sind die häufigsten Nebenwirkungen aufgeführt:
Magen-Darm-Trakt
- Bauchschmerzen, Übelkeit, Dyspepsie, Dysphagie, Verstopfung, Diarrhoe, Flatulenz, Erbrechen, Meläna, Magengeschwüre, Perforationen und Blutungen im Bereich des oberen Gastrointestinaltraktes, Gastritis

Ösophagus
- Ösophagitis, Strikturen, Ulcera im Bereich von Mund, Pharynx und Ösophagus, Reflux

Muskulatur und Skelettsystem
- Muskelspasmen, Schmerzen der Muskulatur, Knochenschmerzen, Gelenkschmerzen
- Wie bei anderen therapeutischen Bisphosphonaten besteht auch bei Alendronsäure das Risiko einer bisphosphonatassoziierten Knochennekrose

Nervensystem
- Kopfschmerzen, Verwirrtheit, Halluzination

Sonstige Symptome
- Erythem, Urticaria, Angioödeme, Photosensitivität, Uveitis, Entzündungen der Sklera

### Applikation
Alendronsäure ist verschreibungspflichtig und wird einmal wöchentlich in Form einer Tablette (Alendronatmenge 70 mg) oder einmal täglich (10 mg Alendronat) gegeben. Da der Wirkstoff mit Calcium und anderen Mineralsalzen unlösliche Komplexe bildet, ist es nötig, das Medikament allein mindestens 30 Minuten vor Nahrungsaufnahme am besten morgens mit ausreichend Flüssigkeit (etwa 200 ml Leitungswasser, kein Fruchtsaft, keine Milch) einzunehmen, und zwar in aufrechter Position. Anschließend darf für etwa 30 Minuten keine liegende Körperhaltung eingenommen werden, da unerwünschte Wirkungen auf die Speiseröhre (Ösophagus) auftreten können. Eine Empfehlung ist, das Medikament vor dem morgendlichen Waschen einzunehmen.

## Chemische Eigenschaften
Alendronsäure gehört zur Gruppe der Bisphosphonate. Es ist ein weißes kristallines Pulver und zersetzt sich bei einer Temperatur von 230 °C. Das abgeleitete Natrium-Alendronat (C4H12NNaO7P2·3H2O, Mononatriumsalz) hat ähnliche Eigenschaften und die CAS-Nummer 121268-17-5.

## Handelsnamen
Monopräparate
Fosamax (D, CH), Tevanate (D), zahlreiche Generika (D, CH)
Kombinationspräparate
Fosavance (D, CH), Tevabone (D)